# ピーター・グラハム
ピーター・グラハム（Peter Graham、男性、1975年8月5日 - ）は、オーストラリア・シドニー出身の空手家。キックボクサー・総合格闘家、元プロボクサー。ボクシング・ワークス所属。元WBOアジア太平洋ヘビー級王者、元ISKA世界ヘビー級王者。
バックボーンは極真カラテ。得意技は胴回し回転蹴り〈ローリングサンダー〉。この技でバダ・ハリの顎を骨折させて失神KOさせたことがある。「爆裂カラテ野郎」「爆裂ローリングサンダー」の異名をもつ。

## 来歴
2003年7月２７日K-1WORLD GP in MELBOURNEで行われた予選トーナメントで優勝しGP開幕戦出場を獲得。
同年10月11日大阪ドームに行われたK-1 WORLD　GP 開幕戦ではアーネスト・ホーストの代理で出場したサム・グレコに2RTKO勝利を収めるも、12月7日の決勝トーナメントではレミー・ボンヤスキーに1RKO負けを喫し初戦敗退。
2006年3月5日のK-1 WORLD GP 2006 in AUCKLANDにてバダ・ハリと対戦。3Rにグラハムがパンチのフェイントからの胴回し回転蹴り（ローリングサンダー）でバダ・ハリのアゴを骨折させると同時に失神させてKO勝ち。
2007年8月5日、K-1 WORLD GP 2007 IN HONG KONGでバダ・ハリと再戦。3Rに右ボディストレートでダウンを奪われ判定負け。試合後にはリング上で抱き合い健闘を称えあった。しかし、バダ・ハリは試合後の会見で「悪い気分はなくなったが、あいつと仲良くするつもりはない。」と語っている。
2007年12月31日の「K-1 PREMIUM 2007 Dynamite!!」の前日記者会見の質疑応答のシーンで、記者席の近くの席にいたグラハムが急に立ち上がると会見に乱入。マイクを取り、「オレと明日闘うはずだった対戦相手はどこに行った？怖がってずに出て来たらどうだ？」「藤田和之が試合をキャンセルしたんだよ。あの腰抜け野郎。」と挑発を行った。グラハムは藤田との対戦が決まりかけていたが藤田が出場せず、鬱憤を溜めていたと語っている。
2008年3月5日、戦極旗揚げ戦戦極 〜第一陣〜にて藤田和之と対戦。グラハムはこの試合で総合格闘技デビュー。試合の前日記者会見では昨年のDynamite!!の会見に続いて藤田を挑発したため、藤田も激怒してグラハムに向かっていき、選手が間に入って止める乱闘騒ぎとなった。試合では、藤田のタックルを2度防ぐも、3度目のタックルでテイクダウンを許し、スピニングチョークを極められタップアウト負け。試合後は両者共にお互いを称え合った。
2008年8月22日、ブラジル人女性との婚姻届が港区役所に受理された（提出は6月25日）。右腕に夫人の名前とハートをかたどった刺青をプロポーズする前に入れた。
2008年8月24日、戦極 〜第四陣〜でモイス・リンボンと対戦し、打撃でダウンを取られると追撃を受けた際にバックを取られ、チョークスリーパーで一本負け。
その後、ローカル団体を主戦場にMMAの試合を続け、Bellator MMAと契約した。

### Bellator
2013年10月18日、Bellator 104でシーズン5ヘビー級トーナメントの王者のエリック・プリンドルと対戦。打撃で終始圧倒し判定勝ち。11月8日、Bellator 107のシーズン9ヘビー級トーナメント決勝でヴィニシウス・ケイロスの代役でシーク・コンゴと対戦し、判定負け。
2014年3月8日、Bellator 111のシーズン10ヘビー級トーナメント1回戦でマイティ・モーと対戦。ローキックで試合を優勢に進めたが、3Rにテイクダウンを奪われ、袈裟固めで一本負けを喫した。

## 人物
- 乱闘騒ぎを起こすなどの問題を起こすが、実際は谷川貞治曰く紳士で、たとえ敗れた試合でも対戦相手に一礼したりするなどまんざらでもない。本人曰く「相手を敬い、自分を敬い、規律を守る」ことを空手で学んだと言う。空手を始めた理由は「子供の頃、ラグビーや水泳など色々やってみたが何も身につかず、このままでは何もない人間になってしまうと思った」から。
- 2007年からチーム・クエストで、総合格闘技の練習をこなしている。
- TEAM VOODOO U.S.AのTOKYO HIROや、パンク・バンドNO USE FOR A NAMEと親交が深い。
- 背中に南十字星の刺青を入れている。

## 戦績

### 総合格闘技
| 総合格闘技 戦績 | 総合格闘技 戦績 | 総合格闘技 戦績 | 総合格闘技 戦績 | 総合格闘技 戦績 | 総合格闘技 戦績 | 総合格闘技 戦績 |
| --------------- | --------------- | --------------- | --------------- | --------------- | --------------- | --------------- |
| 19 試合         | (T)KO           | 一本            | 判定            | その他          | 引き分け        | 無効試合        |
| 11 勝           | 10              | 0               | 1               | 0               | 0               | 0               |
| 8 敗            | 0               | 7               | 1               | 0               | 0               | 0               |

| 勝敗 | 対戦相手                         | 試合結果                             | 大会名                                      | 開催年月日     |
| ×    | ヴィタリー・ミナコフ             | 1R 1:02 腕ひしぎ十字固め             | EFN 50: Emelianenko vs. Maldonado           | 2016年6月17日  |
| ○    | マリウス・プッツナウスキー       | 2R 2:00 TKO（右アッパー→パウンド）   | KSW 32: Road to Wembley                     | 2015年10月31日 |
| ×    | マイティ・モー                   | 3R 3:21 袈裟固め                     | Bellator 111 【ヘビー級トーナメント 1回戦】 | 2014年3月8日   |
| ×    | シーク・コンゴ                   | 5分3R終了 判定0-3                    | Bellator 107 【ヘビー級トーナメント 決勝】  | 2013年11月8日  |
| ○    | エリック・プリンドル             | 5分3R終了 判定3-0                    | Bellator 104                                | 2013年10月18日 |
| ○    | サラミジール・ウスロフ           | 2R 1:00 TKO                          | Global Fight Club: GFC Challenge            | 2013年6月2日   |
| ○    | タイ・チュバセ                   | 2R 2:48 TKO（パンチ連打）            | Combat 8:03                                 | 2013年4月27日  |
| ○    | ドニー・レスター                 | 1R 1:50 TKO（ドクターストップ）      | Australian FC 4                             | 2012年12月7日  |
| ○    | コンスタンチン・グルチョフ       | 1R 1:35 TKO（右ストレート→パウンド） | Draka: Pro Draka MMA                        | 2012年11月24日 |
| ○    | コンスタンチン・グルチョフ       | 2R 2:47 KO（右ストレート）           | Draka 6: Governor's Cup 2012                | 2012年2月11日  |
| ○    | エメリヤーエンコ・アレキサンダー | 2R 2:59 TKO（ローキック）            | Draka: Governor's Cup 2010                  | 2010年12月18日 |
| ○    | 川口雄介                         | 1R TKO（肘打ち）                     | Xtreme MMA 3                                | 2010年11月5日  |
| ○    | カーター・ウィリアムス           | 1R 4:10 TKO（パンチ連打）            | Xtreme MMA 2: ANZ vs. USA                   | 2010年7月31日  |
| ×    | BIG・ジム・ヨーク                | 1R 3:44 チョークスリーパー           | Impact FC 2: The Uprising Sydney            | 2010年7月18日  |
| ×    | ディオン・スターリング           | 1R 腕ひしぎ十字固め                  | Fury 1: Clash of the Titans                 | 2010年5月21日  |
| ○    | フェリセ・レニウ                 | 1R TKO（パウンド）                   | Return Of The Chief                         | 2010年4月18日  |
| ×    | ホーレス・グレイシー             | 1R 1:43 肩固め                       | AOW 14: Ground Zero                         | 2009年9月26日  |
| ×    | モイス・リンボン                 | 2R 0:42 チョークスリーパー           | 戦極 〜第四陣〜                             | 2008年8月24日  |
| ×    | 藤田和之                         | 1R 1:23 スピニングチョーク           | 戦極 〜第一陣〜                             | 2008年3月5日   |

### キックボクシング
| キックボクシング 戦績 | キックボクシング 戦績 | キックボクシング 戦績 | キックボクシング 戦績 | キックボクシング 戦績 | キックボクシング 戦績 | キックボクシング 戦績 |
| --------------------- | --------------------- | --------------------- | --------------------- | --------------------- | --------------------- | --------------------- |
| 68 試合               | (T)KO                 | 判定                  | その他                | 引き分け              | 無効試合              |                       |
| 57 勝                 | 31                    | 25                    |                       | 1                     | 0                     |                       |
| 11 敗                 |                       |                       |                       | 1                     | 0                     |                       |

| 勝敗 | 対戦相手                       | 試合結果                                   | 大会名                                                       | 開催年月日     |
| ○    | プリンス・アリ                 | 3R 判定                                    | HEAT24                                                       | 2012年10月7日  |
| ×    | ポール・スロウィスキー         | 3R KO                                      | Kings of Kombat 4 【ISKA世界ヘビー級タイトルマッチ】         | 2011年8月20日  |
| ○    | Andre Meunier                  | 3R TKO（ローキック&パンチ）                | Kings of Combat 3                                            | 2011年4月2日   |
| ○    | ダグ・ヴィニー                 | 5R TKO（蹴り）                             | Kings of Combat 【ISKA世界ヘビー級王座決定戦】               | 2010年8月29日  |
| ×    | バダ・ハリ                     | 3R終了 判定0-3                             | K-1 WORLD GP 2007 IN HONG KONG 【スーパーファイト】          | 2007年8月5日   |
| ○    | ジェレル・ヴェネチアン         | 3R終了 判定3-0                             | K-1 WORLD GP 2007 IN HAWAII 【オープニングファイト】         | 2007年4月28日  |
| ×    | セミー・シュルト               | 5R終了 判定0-3                             | K-1 PREMIUM 2006 Dynamite!!                                  | 2006年12月31日 |
| ○    | アンドレイ・マルシャナウ       | 1R KO（右ストレート）                      | XPLOSION SUPER FIGHT SYDNEY                                  | 2006年8月18日  |
| ×    | ポール・スロウィンスキー       | 2R 1:42 TKO（右ローキック）                | K-1 WORLD GP 2006 IN AUCKLAND 【OCEANIA GP 準決勝】          | 2006年3月5日   |
| ○    | バダ・ハリ                     | 3R 2:54 KO（左胴回し回転蹴り）             | K-1 WORLD GP 2006 IN AUCKLAND 【OCEANIA GP 1回戦】           | 2006年3月5日   |
| ○    | リカルド・フォン・デ・ボス     | 1R KO                                      | KING OF OCEANIA Round3 （XPLOSION SUPER FIGHT 12）           | 2005年12月10日 |
| ○    | ジェイ・ヒッピー               | 判定                                       | KING OF OCEANIA Round2                                       | 2005年10月8日  |
| ○    | ロニー・セフォー               | 判定                                       | KING OF OCEANIA Round1                                       | 2005年6月30日  |
| ○    | アレクセイ・イグナショフ       | 延長2R終了 判定                            | K-1 New Zealand BATTLE OF THE ANZACS II                      | 2005年4月30日  |
| ×    | ジェイソン・サティー           | 判定                                       | K-1 OCEANIA MAX 2004                                         | 2004年11月5日  |
| ○    | ジェイソン・サティー           | 判定                                       | K-1 WORLD GP 2004 in New Zealand 【決勝】                    | 2004年7月29日  |
| ○    | ポール・スロウィンスキー       | 3R TKO                                     | K-1 WORLD GP 2004 in New Zealand 【準決勝】                  | 2004年7月29日  |
| ○    | ヒリワ・テ・ランギ             | KO                                         | K-1 WORLD GP 2004 in New Zealand 【1回戦】                   | 2004年7月29日  |
| ×    | ジャビット・バイラミ           | 5R終了 判定                                | KINGS OF THE RING                                            | 2004年3月6日   |
| ×    | レミー・ボンヤスキー           | 1R 2:58 KO（2ノックダウン：右上段膝蹴り）  | K-1 WORLD GP 2003 決勝戦 【準々決勝】                        | 2003年12月6日  |
| ○    | サム・グレコ                   | 2R 0:30 TKO（左膝負傷 タオル投入）         | K-1 WORLD GP 2003 開幕戦 ALL STARS 【1回戦】                 | 2003年10月11日 |
| ○    | ジェイソン・サティー           | 3R終了 判定3-0                             | K-1 WORLD GP 2003 in MELBOURNE 【オセアニア地域予選 決勝】   | 2003年7月27日  |
| ○    | ミッチ・オヘロ                 | 延長R 0:47 KO（2ノックダウン：パンチ連打） | K-1 WORLD GP 2003 in MELBOURNE 【オセアニア地域予選 準決勝】 | 2003年7月27日  |
| ○    | ヨシップ・ボドロチック         | 3R終了 判定2-1                             | K-1 WORLD GP 2003 in MELBOURNE 【オセアニア地域予選 1回戦】  | 2003年7月27日  |
| ○    | クリス・クリソポリディス       | 判定                                       | LICENSE‘2’THRILL                                             | 2003年4月28日  |
| ○    | マーク・ハント                 | 5R終了 判定                                | K-1 New Zealand 2001                                         | 2001年7月21日  |
| ×    | アダム・ワット                 | 2R 1:29 KO（2ノックダウン：左フック）      | K-1 WORLD GP 2001 in OSAKA 【GP予選トーナメント 準決勝】     | 2001年4月29日  |
| ○    | ヤン"ザ・ジャイアント"ノルキヤ | 延長R終了 判定3-0                          | K-1 WORLD GP 2001 in OSAKA 【GP予選トーナメント 1回戦】      | 2001年4月29日  |
| ○    | ファディー・ハッダラ           | 判定                                       | 不明                                                         | 2001年4月7日   |
| ×    | マーク・ハント                 | 3R 2:10 KO（右アッパー）                   | K-1 Oceania Grand Prix 2001 in Melbourne 【決勝】            | 2001年2月24日  |
| ○    | ロニー・セフォー               | 3R終了 判定3-0                             | K-1 Oceania Grand Prix 2001 in Melbourne 【準決勝】          | 2001年2月24日  |
| ○    | フィル・ファーガン             | 2R KO（2ノックダウン）                     | K-1 Oceania Grand Prix 2001 in Melbourne 【1回戦】           | 2001年2月24日  |
| ×    | スタン・ザ・マン               | 2分10R終了 判定                            | K-1 Oceania Star Wars 2000                                   | 2000年11月19日 |
| ○    | グルカン・オズカン             | 4R TKO                                     | K-1 DREAM OCEANIA 2000                                       | 2000年9月10日  |
| ○    | クレイ・アウミタギ             | 判定                                       | オーストラリア 【WKBFスーパーヘビー級タイトルマッチ】        | 2000年6月24日  |
| ○    | ベン・ハミルトン               | 2R TKO                                     | K-1 REVENGE OCEANIA 2000                                     | 2000年5月14日  |
| ○    | テリー・リッピー               | 1R KO                                      | オーストラリア 【WKOヘビー級タイトルマッチ】                 | 1998年7月11日  |

### プロボクシング
| プロボクシング 戦績 | プロボクシング 戦績 | プロボクシング 戦績 | プロボクシング 戦績 | プロボクシング 戦績 | プロボクシング 戦績 | プロボクシング 戦績 |
| ------------------- | ------------------- | ------------------- | ------------------- | ------------------- | ------------------- | ------------------- |
| 11 試合             | (T)KO               | 判定                | その他              | 引き分け            | 無効試合            |                     |
| 6 勝                |                     |                     |                     | 1                   | 0                   |                     |
| 4 敗                |                     |                     |                     | 1                   | 0                   |                     |

| 戦           | 日付           | 勝敗 | 時間 | 内容     | 対戦相手                       | 国籍           | 備考 |
| ------------ | -------------- | ---- | ---- | -------- | ------------------------------ | -------------- | ---- |
| 11           | 2002年11月15日 | 勝利 | 5R   | TKO      | パット・ケネディー             | オーストラリア | -    |
| 10           | 2002年8月9日   | 勝利 | 6R   | 判定3-0  | パット・ケネディー             | オーストラリア | -    |
| 9            | 2002年5月10日  | 勝利 | 1R   | KO       | ジョセフ・シーミーツ           | オーストラリア | -    |
| 8            | 2002年4月1日   | 引分 | 8R   | 判定     | フィル・グレゴリー             | オーストラリア | -    |
| 7            | 2002年3月4日   | 勝利 | 6R   | KO       | ポール・ウィザーズ             | オーストラリア | -    |
| 6            | 2002年2月15日  | 勝利 | 4R   | 判定3-0  | アンドルー・フェピューイリーイ | オーストラリア | -    |
| 5            | 2001年10月12日 | 勝利 | 2R   | 負傷判定 | グレン・スエル                 | オーストラリア | -    |
| 4            | 2001年9月28日  | 負   | 6R   | 判定2-0  | サイモン・パーターサン         | オーストラリア | -    |
| 3            | 2000年11月19日 | 負   | 10R  | 判定     | スタン・ザ・マン               | オーストラリア | -    |
| 2            | 2000年7月21日  | 負   | 2R   | KO       | ケーン・メルボーン             | オーストラリア | -    |
| 1            | 2000年4月23日  | 負   | 4R   | 判定     | ケーン・メルボーン             | オーストラリア | -    |
| テンプレート |                |      |      |          |                                |                |      |

## 獲得タイトル
- WBKFアマチュアヘビー級王座
- K-1 WORLD GP 2003 in MELBOURNE 優勝
- ISKA世界ヘビー級王座（2010年）
- ニューサウスウェールズ州ヘビー級王座（2012年）
- 豪州ヘビー級王座（2015年）
- WBOアジア太平洋ヘビー級王座（2015年）
- WBF世界ヘビー級王座（2016年）